# Тереза Бенедикта Баварская
Тереза Бенедикта Мария Баварская (6 декабря 1725, Мюнхен — 29 марта 1743, Франкфурт-на-Майне) — принцесса Баварская, дочь императора Священной Римской империи и курфюрста Баварии Карла VII и Марии Амалии Австрийской.

## Жизнь
Тереза Бенедикта была третьим ребёнком в семье. Ее мать, Мария Амалия, была по происхождению австрийской герцогиней. Её мать родила семерых детей, из которых лишь четверо достигли совершеннолетия. Среди братьев и сестёр Терезы Бенедикты были курфюрст Баварии Максимилиан III, курфюрстина Саксонии Мария Антония и маркграфиня Баден-Бадена Мария Анна Йозефа.
17-летняя Тереза Бенедикта умерла 29 марта 1743 года во Франкфурте либо от ветрянки, либо от оспы. Она не была замужем и не оставила потомства.